# Shekhinah

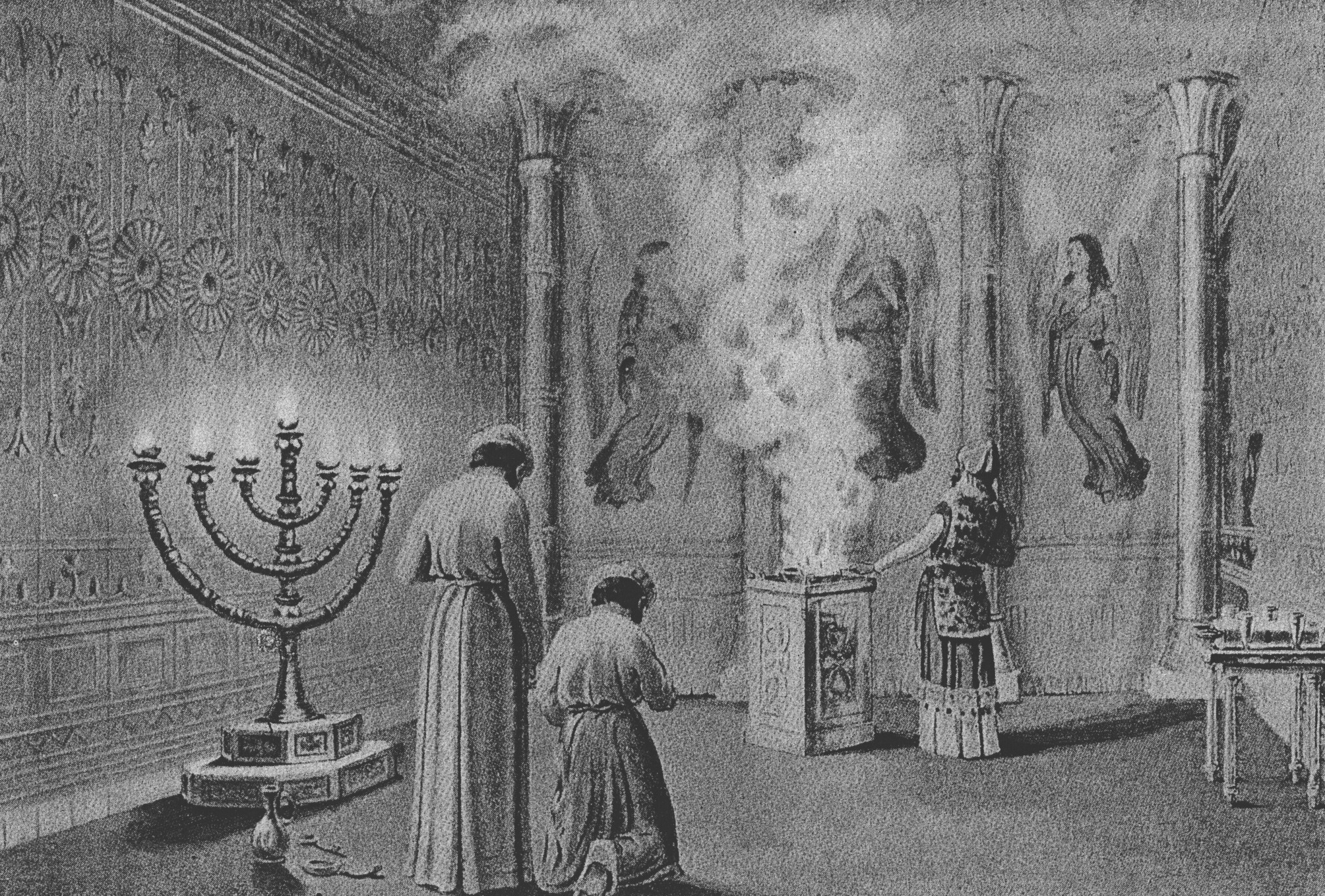
"La Shekhinah entra nel Tabernacolo". Nell'ebraismo tradizionale, contrariamente a quanto accade nella cultura cristiana, la divinità non viene impersonificata in immagini visive

La parola Shekhinah (leggi: sce-chi-nà – in ebraico שְׁכִינָה‎?; in arabo السكينة‎?) è una traslitterazione del sostantivo ebraico femminile singolare שכינה , reso talvolta dagli omofoni Shechinah, Shekina, Shechina, Schechinah. La sua etimologia è connessa al verbo שכן (sciakhàn), dimorare, e può essere resa letteralmente come "dimora", "abitazione".
All'interno della tradizione biblica e teologica ebraica indica la presenza fisica di Dio (il Signore, appellativo con cui ci si riferisce alla divinità, altrimenti impronunciabile), in relazione alla sua gloria, detta kavod.
Di Shekhinah si parla, in particolare, relativamente a:
- il tabernacolo costruito sotto la direzione di Mosè dagli Israeliti durante il loro soggiorno nel deserto del Sinai (XIII secolo a.C.), narrato nel Libro dell'Esodo;
- il Tempio di Gerusalemme, costruito da Salomone nel X secolo a.C.;
- le manifestazioni epifaniche di Dio ai suoi fedeli, in forma di gloria.

## Etimologia
Shekhinah deriva dal verbo ebraico שכן. La radice semitica letteralmente significa stabilirsi, abitare, o dimorare. Il nome astratto non ricorre nel Tanakh (Bibbia ebraica) e lo si incontra per la prima volta nella letteratura rabbinica. L'etimo viene spesso usato per riferirsi ai nidi d'uccello e alle nidificazioni. e può anche significare "vicino/prossimo".
La parola usata per "Tabernacolo", mishkan, è un derivato della stessa radice ed è usato nel senso di "dimora" nella Bibbia, per esempio in Salmi 132:5 ("finché non trovi una sede [mishkanot] per il Signore, una dimora per il Potente di Israele.") e Numeri 24:5 ("Come sono belle le tue dimore, Israele" in cui la parola corrispondente a "tue dimore", traslitterata, è mishkenotecha). Di conseguenza, secondo il pensiero ebraico classico, la Shekhinah si riferisce ad una dimora o sede in senso speciale, una dimora o sede della presenza divina, per cui, mentre si è in prossimità della Shekhinah, la connessione con Dio è più facilmente percepibile.
Il concetto è simile a quello del Vangelo secondo Matteo 18:20:
Alcuni teologi cristiani collegano il concetto di Shekhinah al termine greco "Parousia", "presenza" o "arrivo", che viene usato nel Nuovo Testamento in modo simile a "presenza divina".

## Significato nell'ebraismo
Alcuni considerano la Shekhinah come rappresentazione degli attributi femminili della presenza divina (dato che Shekhinah è un sostantivo di genere femminile in ebraico), basandosi specialmente su letture del Talmud.

### Manifestazione

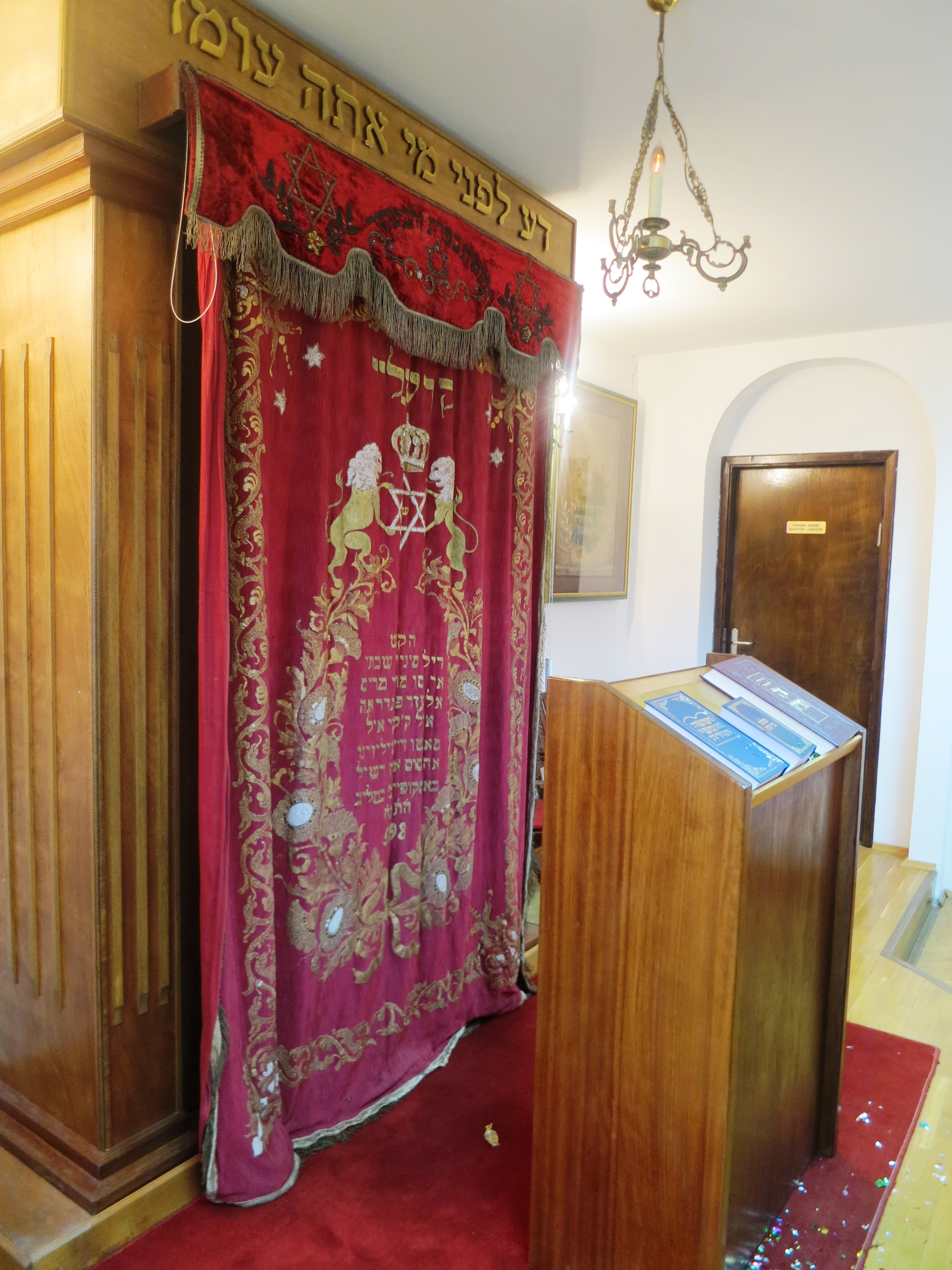
Parochet (velo) che copre l'Aron haQodesh della Sinagoga Beth Jakov in Macedonia del Nord

La Shekhinah viene citata in tutta la letteratura rabbinica come manifesta nel Tabernacolo e nel Tempio di Gerusalemme. La si considera presente in atti di preghiera pubblica. Nella Mishnah il nome viene usato due volte: una volta da Rabbi Haninah ben Teradion (ca. 135): "Se due sono assisi insieme e si scambiano parole della Torah, allora la Shekinah è tra loro"; e da Rabbi Halafta ben Dosa: "Se dieci uomini si siedono insieme e si occupano della Legge, la Shekinah dimora tra loro." Anche nel Talmud Sanhedrin 39a si legge: "Ogniqualvolta dieci [persone] si riuniscono a pregare, allora la Shekinah si manifesta"; connota inoltre un retto giudizio ("quando tre siedono in qualità di giudici, la Shekinah è tra loro", Talmud Trattato Berachot 6a), ed una necessità personale ("La Shekinah dimora al capezzale dell'uomo infermo", Talmud Trattato Shabbat 12b; "Ovunque vennero esiliati, la Shekinah andò con loro", Talmud Trattato Megillah 29a).

#### Assenza del Tempio
Il Talmud espone una Baraita (tradizione orale) il Kohen Gadol (Sommo sacerdote) deve aspergere il sangue dell'offerta del toro sul parochet (Velo del Tempio) che separa l'Echal (santuario) dal Kodesh Hakodashim (Santo dei Santi):
Un certo Sadduceo disse a Rabbi Chanina: Ora [che siete stati esiliati], sarete certamente impuri, poiché sta scritto: "La sua impurità è [visibile] nei lembi della sua veste." (Lamentazioni 1:9). Egli [Rabbi Chanina] gli rispose: Vieni a vedere cosa sta scritto su di loro: [La Tenda del convegno] che si trova fra di loro, in mezzo alle loro impurità. Anche quando sono impuri, la presenza divina sta tra loro.»
(Talmud, Trattato Yoma 56b)

## Fonti ebraiche

### Bibbia ebraica
Il nome shekhina non ricorre nella Bibbia ebraica, sebbene vi si trovi il verbo shakan e altri termini dalla radice škn. Il sostantivo non compare neanche nella letteratura pre-rabbinica, come per esempio nei Rotoli del Mar Morto. Solo in seguito, nei targum e nella letteratura rabbinica, appare il termine ebraico shekinah, o l'equivalente aramaico shekinta, diventando poi estremamente comune. Il biblista Martin McNamara ritiene che l'assenza porti alla conclusione che il termine si sia originato solo dopo la distruzione del Tempio di Gerusalemme nel 70, ma cita 2 Maccabei 14:35: "Tu, Signore... Ti sei compiaciuto di porre il tempio della Tua abitazione in mezzo a noi", in cui il testo greco (naon tes skenoseos) implica una possibile interpretazione parallela, e dove il sostantivo greco skenosis potrebbe collegarsi all'aramaico shekinta.

### Targum
Nel Targum l'aggiunta del termine sostantivo Shekhinah parafrasa espressioni verbali in ebraico come Esodo 34:9: "venga il Signore in mezzo a noi" (espressione verbale di presenza) che il Targum parafrasa con la "shekhinah" di Dio (forma sostantiva). Nell'era post-templare l'uso del termine Shekhinah potrebbe fornire una soluzione al problema di Dio onnipresente e quindi non dimorante in nessun luogo specifico.

## Talmud

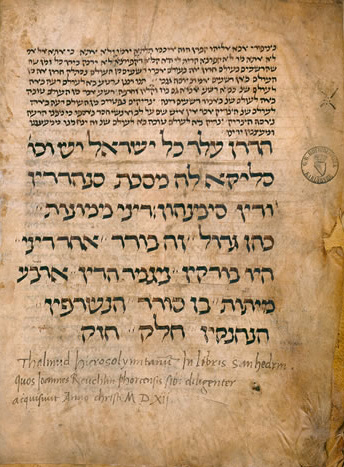
Manoscritto del Talmud babilonese (Codex Reuchlin 2, fol. 96v)

Il Talmud dice anche che "la Shekinah scende sull'uomo non attraverso la tristezza, né nella pigrizia, né in frivolezza, né per parlare, né tra futili chiacchiere, ma solo tramite questioni di gioia in relazione ad un precetto, poiché è detto, Ma ora conducetemi un suonatore. E avvenne che, mentre il suonatore arpeggiava, la mano dell'Eterno fu sopra di lui." (2 Re 3:15 Shabbat (Talmud) 30b)
Nella cabala l'opposto della Shekhinah e il Kaddosh Barouch Uh.
La Shekhinah è associata allo spirito trasformativo di Dio considerato come fonte di profezia:
I profeti fecero molti riferimenti a visioni della presenza di Dio, particolarmente nel contesto del Tabernacolo o del Tempio, con figure come troni o tuniche che riempivano il Santuario, tradizionalmente attribuiti alla presenza della Shekhinah. Isaia scrisse: "Io vidi il Signore seduto su un trono alto ed elevato; i lembi del suo manto riempivano il Tempio" (Isaia 6:1). Geremia implorò: "Non disonorare il trono della tua gloria" (Geremia 14:21) e si riferì a "Trono di gloria, eccelso fin dal principio, è il luogo del nostro santuario" (Geremia 17:12). Il Libro di Ezechiele parla della "gloria del Dio d'Israele era là [nel Santuario], simile alla visione che avevo visto nella pianura" (8:4).

### Significato nell'ebraismo chassidico
L'ebraismo chassidico considera la Cabala, in cui la Shekhinah ha un'importanza speciale, come una Scrittura autorevole e da studiare con attenzione. La parola Matronit (lat. Matronita, matrona) viene usata per rappresentare tale considerazione: il mito centrale della Cabala, e parte integrante dello Chassidismo, narra che Adamo, quando divenne un essere senziente dopo la sua creazione, "iniziò a contemplare i mondi fisici e spirituali in cui si trovava, commettendo poi quel grave peccato che ha segnato ineluttabilmente l'esistenza dell'essere umano.... 
(Rapahel Patai, The Hebrew Goddess, Cap. 4)

### La Sposa dello Shabbat

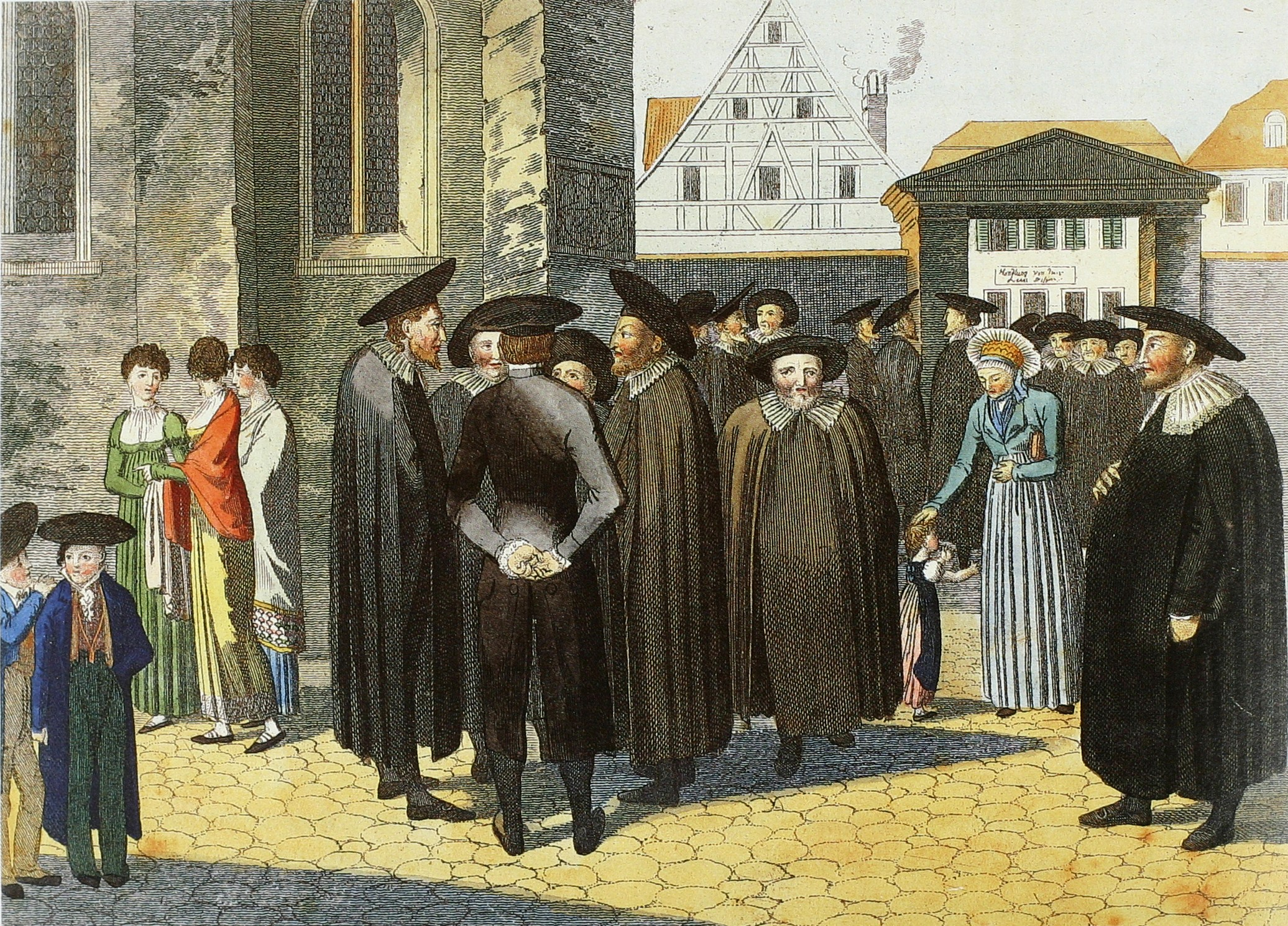
Der Samstag (Il Sabato), Germania ca. 1800. Incisione colorata a mano, Skirball Museum, Los Angeles: basata su una pittura di Frederich Campe, raffigura ebrei radunati vicino ad una sinagoga durante la festa dello Shabbat. Gli uomini indossano un copricapo tondo e piatto chiamato baretta.

Questo tema ricorrente è meglio conosciuto tramite gli scritti e le canzoni del leggendario mistico del XVI secolo, Rabbi Yiṣḥāq Luria. Qui appresso una citazione stralciata dall'inizio di un suo famoso inno allo Shabbat:
Canto in inni

per accedere alle porte

del Campo

delle mele sacre.

Una nuova tavola

per Lei prepariamo, 

un bel candelabro

la sua luce su di noi riverbera.

Tra destra e sinistra

la Sposa si avvicina,

in santi gioielli

ed abiti festivi...
Un paragrafo dello Zohar riporta: "Si deve preparare un comodo seggio con molti cuscini e coperte ricamate, da tutto ciò che si trova in casa, come si preparasse un baldacchino per la sposa. Poiché Shabbat è regina e sposa. Ecco perché i maestri della Mishnah solevano uscire alla vigilia dello Shabbat per riceverla in strada, e usavano dire: Vieni, O sposa, vieni, O sposa! E si deve quindi cantare e rallegrarsi alla tavola in suo onore... Si deve ricevere la Signora accendendo molte candele, con molta gioia, bei vestiti, e la casa abbellita da tanti ornamenti..."
La tradizione della Shekhinah quale Sposa dello Shabbat, la Shabbat Kallah, continua a tutt'oggi.

### Preghiere ebraiche
La diciassettesima benedizione della preghiera quotidiana Amidah , recitata durante i servizi liturgici ortodossi, conservatori e riformati è "Benedetto sei Tu, O Dio, che fai ritornare la Tua Presenza (shekinato) a Sion."
Il libro di preghiere (Siddur) dell'ebraismo liberale nel Regno Unito, durante Rosh Hashanah e Yom Kippur (Machzor Ruach Chadashah) contiene una preghiera speciale basata su Avinu Malkeinu (Padre Nostro, Nostro Re), in cui il sostantivo femminile Shekhinah è usato per evidenziare la neutralità di genere.

### Canzone yiddish
Il concetto della Shekhinah viene anche associato al concetto dello Spirito Santo (Ruach haQodesh) nella tradizione ebraica, come si constata nella canzone yiddish: Vel ich, sh'chine tsu dir kummen – "Da te io, Shekinah, verrò".

## Cristianesimo
In aggiunta ai vari resoconti che indicano la presenza o Gloria di Dio presenti nella Bibbia ebraica, molti cristiani reputano che la Shekhinah sia manifesta in varie occasioni nelle scritture neotestamentarie.
Il dizionario in pubblico dominio Easton's Bible Dictionary, pubblicato nel 1897 dal presibiteriano scozzese M. G. Easton (1823-1894), riporta:
È probabile che, dopo l'entrata in Canaan, questa nube di gloria si posasse nel Tabernacolo sull'Arca dell'Alleanza, luogo più santo. Tuttavia non si hanno riferimenti particolari in merito, fino alla consacrazione del Tempio di Salomone, quando colmò della sua gloria l'intera dimora, cosicché i sacerdoti non poterono rimanervi per compiere il servizio (1 Re 8:10–13; 2 Cronache 5:13,14;7:1–3). Probabilmente risiedette nel primo tempio, nel Santo dei Santi, come simbolo della presenza di Jehovah – fintanto che il tempio fu in esistenza. Dopo scomparve.»
("Shechinah")
Riferimenti alla Shekhinah nel cristianesimo spesso interpretano la presenza e la gloria di Dio come sinonimi, come illustra il seguente versetto tratto da Esodo:

### Apocrifi e Nuovo Testamento
Poiché la Shekhinah è luce, quei passi degli Apocrifi e del Nuovo Testamento che citano splendore, e che nel testo greco viene reso con δόξα, si riferiscono alla Shekhinah, non essendoci altro equivalente greco della parola in questione. Pertanto, secondo Luca 2:9, "la gloria del Signore [δόζα Ḳυρίου] risplendette intorno a loro" (si confronti 2 Pietro 1:17; Efesini 1:6; 2 Corinzi 4:6); inoltre si suppone che in Giovanni 1:14 e Apocalisse 21:3 le parole σκηνοῦν e σκηνή fossero state scelte espressamente per significare la Shekinah. L'idea che Dio dimori nell'essere umano e che questi sia il Suo tempio (per esempio, Colossesi 2:9; 2 Corinzi 6:16; Giovanni 14:23) è meramente un concetto più realistico della Shekhinah che "viene a posarsi" sull'essere umano.

### Signore

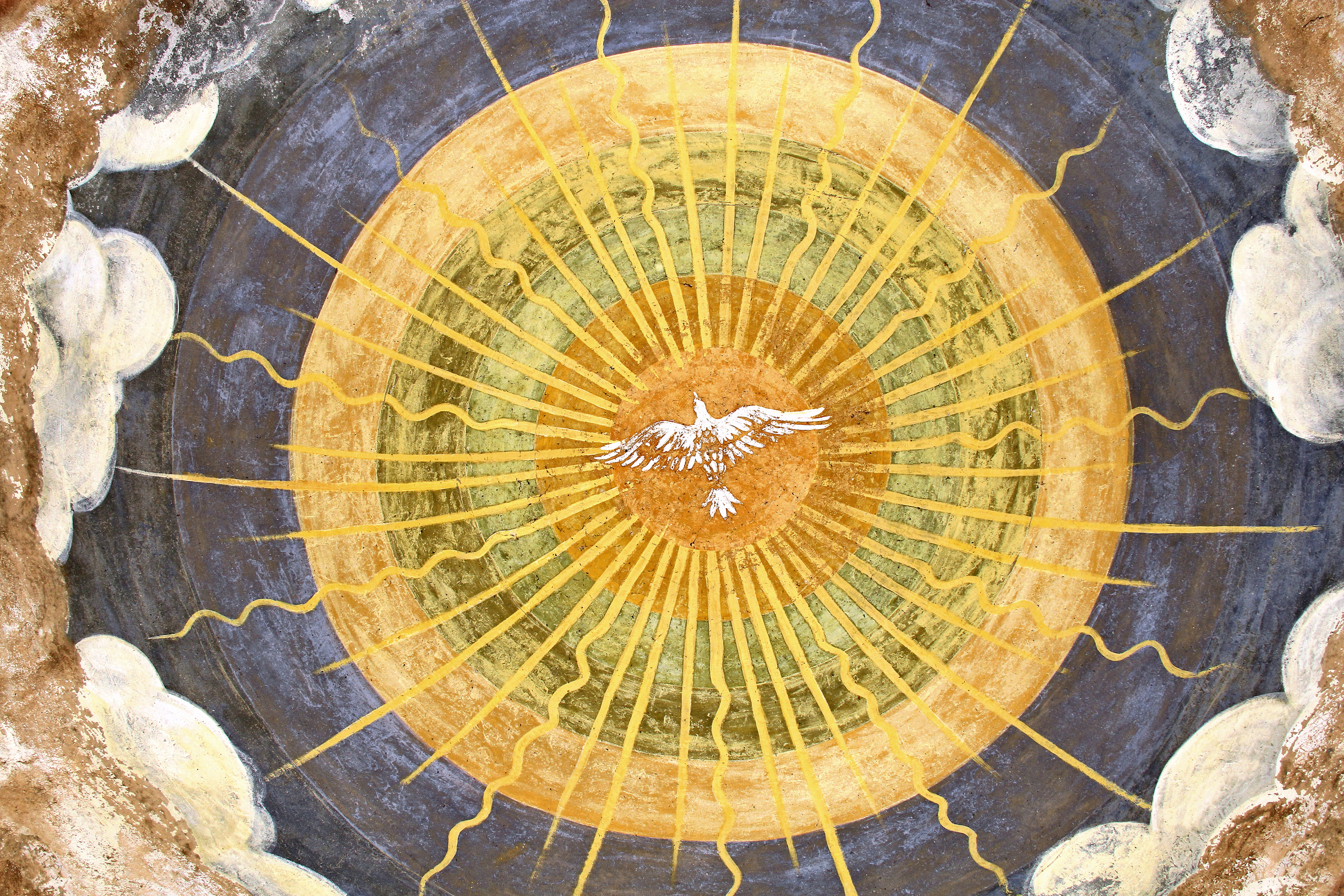
Raffigurazione dello Spirito Santo, in forma di colomba (affresco del Monastero serbo-ortodosso di Zica vicino Kraljevo, Serbia, XIII sec.)

#### Spirito
La Shekhinah nel Nuovo Testamento è comunemente equiparata alla presenza o dimora dello "Spirito del Signore" (generalmente indicato come Spirito Santo, o "Spirito di Cristo") nel credente, facendo paralleli con la presenza di Dio nel Tempio di Salomone. In contrasto con l'Antico Testamento, dove il Santo dei Santi significava la presenza di Dio, dal Nuovo Testamento in poi, è lo Spirito Santo che evoca la costante presenza di Dio. Inoltre, nello stesso modo in cui la Shekhinah è collegata alla profezia nell'ebraismo, così lo è nel cristianesimo:

#### Gloria
Nei punti in cui vengono fatti riferimenti alla Shekhinah come manifestazione della gloria del Signore associata alla sua presenza, i cristiani trovano numerosi riscontri nel Nuovo Testamento sia in forme letterali (come nel succitato Luca 2:9 che fa riferimento alla "gloria del Signore" che avvolge di luce i pastori alla nascita di Gesù) sia in forme spirituali (come in Giovanni 17:22, dove Gesù parla di Dio dicendo "la gloria che tu hai dato a me, io l'ho data a loro"). Si rileva un contrapposto nel Libro di Samuele, in cui si afferma che a Ichabod, che significa "inglorioso" («Se n'è andata lungi da Israele la gloria») fu dato tale nome perché era nato nel giorno che l'Arca dell'Alleanza fu catturata dai Filistei: "La gloria si è allontanata da Israele" (1 Samuele 4:22).

### Presenza divina

#### la femminilità della Shekhinah

Lo Shekhinah rappresentato come un arco, sotto una madonna con il bambino di Andrea Ramenghi

Secondo il precetto di iperdulia, la Madre di Dio precede, per potere intercessorio presso Cristo e presso lo Spirito Santo, (Latria) quello dei profeti, degli apostoli e di tutti gli altri Santi (Dulia). Secondo la narrazione biblica, ella non ricevette lo Spirito Santo il giorno di Pentecoste come gli apostoli, essendo già ricolmata della sua divina presenza. La madonna  è quindi un tramite di Shekhinah dello spirito santo. Nelle epoche storiche alla madonna vengono attribuite molte caratteristiche della Shekhinah in quanto in ella avviene un Tzimtzum, una ritrazione di Dio, diventa quindi dimora. La Shekhinah è quindi la discesa di Dio come essere immanente e non solo trascendente.
Oltre a Maria la Shekhinah è applicabile all' impersonificazione della chiesa, ovvero l'emergenza di Dio nel consorzio umano e nel rapporto di riconoscimento del divino nell'altro o la manifestazione dell'intenzione del divino operata tramite l'altro. 
  

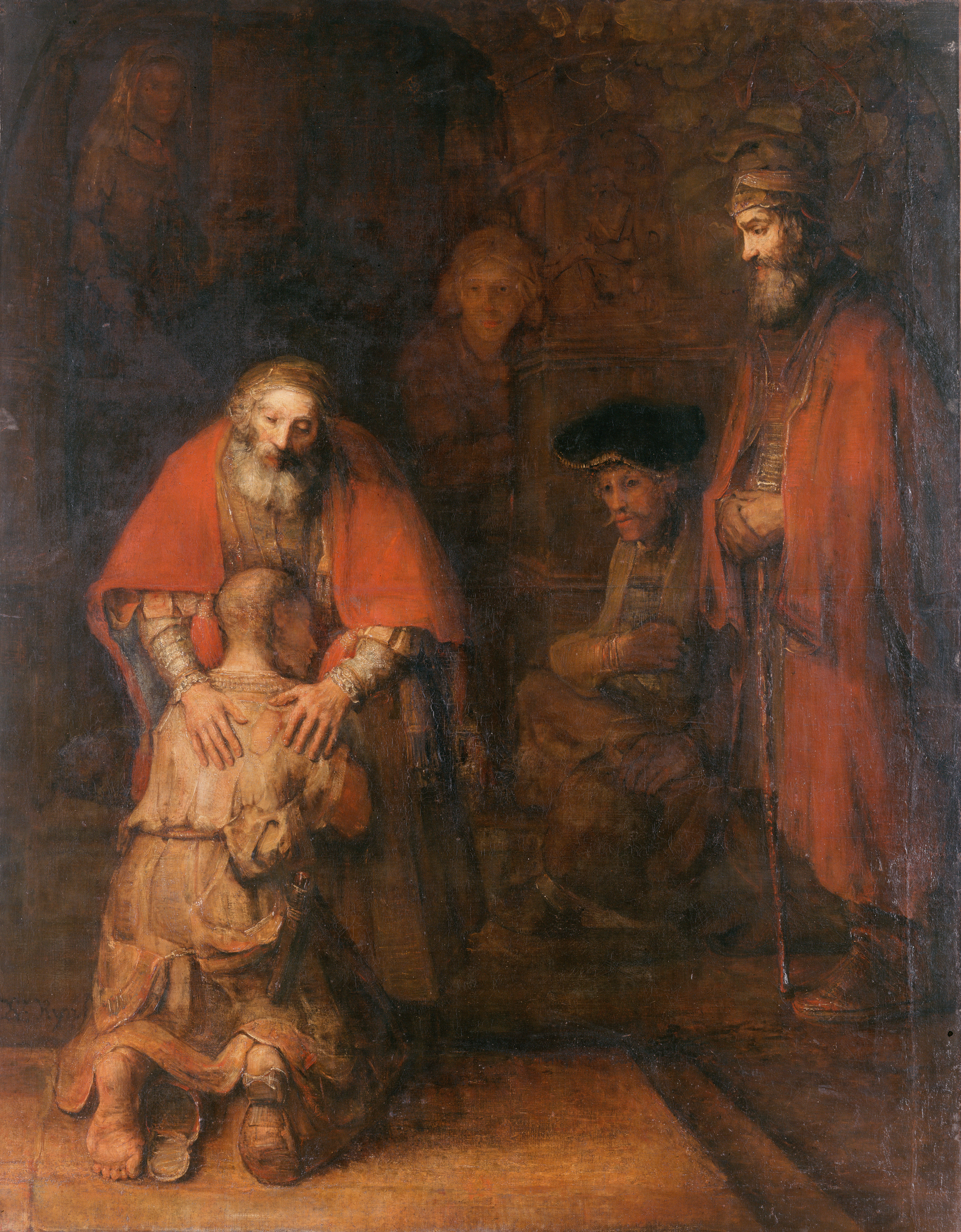
le mani di Dio in Rembrandt

La più pura manifestazione dello Shekhinah si può forse vedere nella donna vestita di sole dell'apocalisse di Giovanni:   
Si applica in senso simbolo, anche al (nuovo o vero) popolo di Dio o di Israele (nuovo nome di Giacobbe), al regno di dio, alla maestà e nobiltà pura, si può anche citare il Residuo fedele. Particolarmente importante è lo Shekhinah manifestato nella mano di Dio, dove la componente maschile e femminile si annullano.

## Islam
La Shekhinah, in arabo سكينة‎? sakīnah, viene citata sei volte nel Quran, nei capitoli 2, 9 e 48.
(Sura 2/248)
L'Imam di Cordova Al-Qurtubi (1214-1273 nella sua esegesi afferma che, nel suddetto versetto secondo Wahb ibn Munabbih, Sakinah è uno spirito emanato da Dio che parla e, nel caso degli Israeliti, quando alcuni erano in disaccordo riguardo ad una questione, tale spirito veniva a chiarire la situazione, ed era inoltre causa di vittorie nelle guerre. Secondo ʿAlī ibn Abī Ṭālib, "Sakinah è un dolce vento, una brezza, il cui volto è come volto umano". Mujahid asserisce che "quando Sakinah mirava un nemico, questi veniva sconfitto", e ibn Atiyyah parla dell'Arca dell'Alleanza (at-Tabut), con cui era associata la Sakinah, sostenendo che le anime lì trovavano pace, calore, amicizia e forza.
Il giurista Muslim ibn al-Hajjaj (817–870) nel suo Sahih Muslim, dice che un certo uomo (durante il tempo di Maometto), stava recitando la sura al-Kahf dal Quran vicino al suo cavallo legato ad un palo, e mentre recitava, una nube lo avvolse, che roteava e decresceva, la cui vista fece imbizzarrire e saltare il cavallo, cosicché quando venne il mattino, l'uomo andò da Maometto e lo informò dell'accaduto, per cui Maometto rispose che era stata la Sakinah a discendere a motivo del Corano.
Secondo le tradizioni sunnite, quando Maometto era perseguitato alla Mecca e venne per lui il tempo di emigrare a Madinah (Medina), si rifugiò temporaneamente presso il suo compagno Abū Bakr nella grotta di Thawr. Mentre si nascondevano dai Mekkani che li cercavano, fu a Thawr che Dio fece discendere la Sua sakina su entrambi, proteggendoli dai loro nemici. Secondo il sufismo, fu a Thawr che Abū Bakr venne benedetto coi segreti divini la cui trasmissione alle successive generazioni formò il percorso Naqshbandiyya del sufismo stesso. Fu questa esperienza che fece affermare al secondo califfo Umar (581-644) che "tutto il bene che Umar ha fatto non potrà mai equivalere alla sola virtù di Abū Bakr quale compagno di Maometto alla grotta di Thawr".
Il nipote di Maometto, al-Husayn ibn Ali, chiamò una delle sue figlie "Sakina". Morì tragicamente in un carcere siriano durante la prigionia della famiglia di al-Husayn, composta più che altro da donne e bambini, che erano sopravvissute alla Battaglia di Kerbela. Sakina fu la prima persona nella storia dell'Islam ad essere chiamata con tale nome. È correntemente un nome femminile popolare nella maggior parte delle culture islamiche.